# 布加勒斯特大学
布加勒斯特大学（羅馬尼亞語：Universitatea din București），罗马尼亚首都布加勒斯特的一所大学。

## 历史
成立于1864年。布加勒斯特大学现有学生34,000名。20世纪50年代至60年代曾称为“巴洪大学”（C. I. Parhon University）。

## 院系设置
布加勒斯特大学有18个学院(系)，包括物理学院、数学与计算机科学学院、化学学院、生物学院、法学院、地理学院、哲学院、外国语学院等。